# Sobrebrazal
En náutica, el sobrebrazal de una embarcación, es la pieza de madera larga y curvada por abajo que se pone de refuerzo sobre cada brazal principal (brazal superior de cada banda), tiene el perfil superior con muescas semicirculares o con pares de tojinos separados entre los cuales sostiene y permite que pasen hacia afuera la espía (cuerda para remolcar la embarcación) y el pescante de amura. Este último se asegura con una abrazadera. (ing. False rail). 

## Descripción
El sobrebrazal sirve para mayor fortificación al brazal y para clavar contra él las tablas de las batayolas, y lleva dos tojinos formados de su misma madera para que contra ellos rocen los calabrotes cuando el buque se espía. 